# 1892 no beisebol

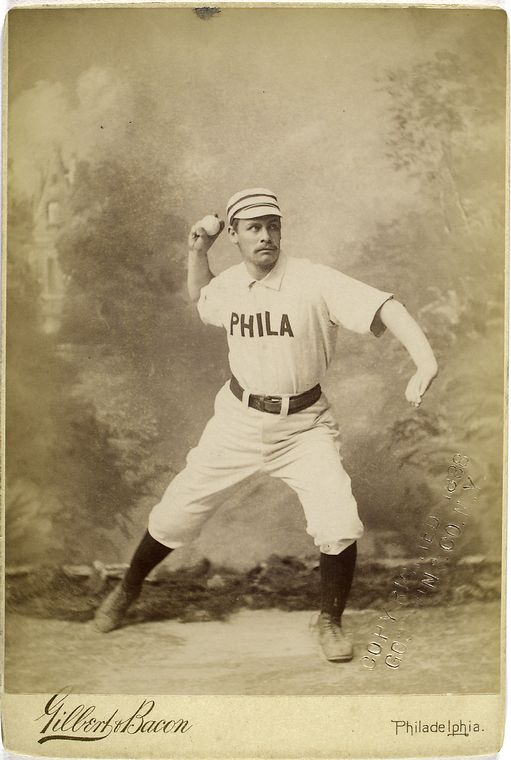
Ben Sanders, conseguiu um no-hitter jogando pelo Louisville Colonels em 1892.

Esta é uma lista de eventos no mundo do beisebol durante o ano de 1892.

## Campeões
- National League: Boston Beaneaters bateu o Cleveland Spiders, 5 jogos a 0 (1 empatado)

## Grandes ligas de beisebol - times e aproveitamento

### National League
| Time                  | Vitórias | Derrotas |
| --------------------- | -------- | -------- |
| Boston Beaneaters     | 102      | 48       |
| Cleveland Spiders     | 93       | 56       |
| Brooklyn Grooms       | 95       | 59       |
| Philadelphia Phillies | 87       | 66       |
| Cincinnati Reds       | 82       | 68       |
| Pittsburg Pirates     | 80       | 73       |
| Chicago Colts         | 70       | 76       |
| New York Giants       | 71       | 80       |
| Louisville Colonels   | 63       | 89       |
| Washington Senators   | 58       | 93       |
| St. Louis Browns      | 56       | 94       |
| Baltimore Orioles     | 46       | 101      |

## Eventos
- 4 de março – Seguindo o colapso da Associação Americana, a National League realiza sua primeira reunião. Eles decidem em 1892 se separar em duas chaves, com os vencedores a se reunir em uma série de campeonato após a temporada regular.
- 6 de junho – Benjamin Harrison se torna o primeiro presidente a comparecer a um jogo enquanto no mandato, quando assistiu o Cincinnati Reds bater o Washington Senators por 7-4 em 11 entradas.
- 13 de julho – Os jogos finais da metade da temporada são jogados.
- 15 de julho – Os jogos voltam a acontecer após apenas 1 dia de intervalo.
- Julho/Agosto – Após o Boston cortar alguns jogadores, começa a segunda metade da temporada bem vagarosamente e o Cleveland toma a liderança. Alguns fãs acusam o Boston de, propositadamente, jogar mau "para forçar um playoff no fim da temporada", i.e. para gerar renda extra. [1]
- 6 de agosto – Jack Stivetts consegue um no-hitter jogando pelo Boston Beaneaters na vitória por 11–0 sobre o Brooklyn Grooms.
- 22 de agosto – O arremessador do Louisville Colonels, Ben Sanders, consegue um no-hitter na vitória por 6–2 sobre o Baltimore Orioles.
- 21 de setembro – John Clarkson do Cleveland Spiders consegue sua 300ª vitória na carreira.
- 15 de outubro – No último dia da temporada, Bumpus Jones do Cincinnati Reds faz sua estreia nas grandes ligas com um no-hitter na vitória por 7–1 contra o Pittsburgh, se tornando o segundo arremessador a conseguir um no-hitter em seu primeiro jogo como titular.
- 17 de outubro – O campeão da primeira metade do campeonato, Boston Beaneaters e o campeão da segunda metade, o Cleveland Spiders começam uma série de cinco jogos para determinar o campeão geral. O primeiro jogo, com Jack Stivetts arremessando pelo Beaneaters e Cy Young arremessando pelo Spiders, termina empatado em 0–0 após 11 entradas.
- 24 de outubro – O Boston Beaneaters varre por 5–0 o Cleveland Spiders e ganha o campeonato.
- 1º de novembro – As estatísticas da temporada de 154 jogos mostram que Dan Brouthers do Brooklyn Grooms foi o melhor rebatedor com média de  33,5% e Cy Young do Cleveland Spiders como o melhor arremessador com cartel de 36–11 e 76,6% de vitórias.
- 17 de novembro – Os magnatas da National League concluem um encontro de quatro dias em Chicago onde concordam em encurtar o calendário de jogos em 1893 para 132 jogos e abrir mão do conceito de campeonato duplo. Eles também se comprometem a continuar a reduzir os salários dos jogadores e outras despesas das equipes.

## Nascimentos

### Janeiro–Fevereiro
- 2 de janeiro – George Boehler
- 2 de janeiro – Jack Kibble
- 2 de janeiro – Merlin Kopp
- 3 de janeiro – Roland Howell
- 4 de janeiro – Charlie Miller
- 5 de janeiro – Chuck Wortman
- 16 de janeiro – Fred Bratschi
- 17 de janeiro – Roy Grover
- 21 de janeiro – Bernie Boland
- 27 de janeiro – Tatica Campos
- 31 de janeiro – Steamboat Williams
- 1º de fevereiro – Dixie McArthur
- 1º de fevereiro – Tom McGuire
- 4 de fevereiro – Eddie Ainsmith
- 4 de fevereiro – Rollie Naylor
- 6 de fevereiro – Goldie Rapp
- 8 de fevereiro – Manuel Cueto
- 12 de fevereiro – Tom Rogers
- 15 de fevereiro – Al Braithwood
- 16 de fevereiro – Ed Schorr
- 17 de fevereiro – Fred Brainard
- 17 de fevereiro – Nemo Leibold
- 18 de fevereiro – John Gallagher
- 19 de fevereiro – Weldon Wyckoff
- 20 de fevereiro – John Donaldson
- 22 de fevereiro – Doc Waldbauer
- 24 de fevereiro – Wilbur Cooper
- 26 de fevereiro – Harry Weaver
- 29 de fevereiro – Ed Appleton

### Março–Abril
- 6 de março – Chick Davies
- 6 de março – George Mohart
- 10 de março – Emil Huhn
- 12 de março – Bill James
- 12 de março – George Maisel
- 13 de março – Chippy Gaw
- 13 de março – Patsy Gharrity
- 21 de março – Bill Stumpf
- 22 de março – Lew Wendell
- 29 de março – Harry McCluskey
- 1º de abril – Claude Cooper
- 3 de abril – Harry Kingman
- 11 de abril – Ray Gordinier
- 11 de abril – Red Smith
- 13 de abril – Pat Martin
- 16 de abril – Dutch Leonard
- 17 de abril – Morrie Schick
- 18 de abril – Jack Scott
- 19 de abril – Dave Black
- 19 de abril – Bugs Morris
- 19 de abril – Chick Shorten
- 22 de abril – Ferd Eunick
- 25 de abril – Snipe Conley
- 26 de abril – Jesse Barnes

### Maio–Junho
- 3 de maio – Del Baker
- 4 de maio – Zip Collins
- 4 de maio – Jack Tobin
- 4 de maio –  Ted Turner
- 7 de maio – Allan Travers
- 9 de maio – Mickey Devine
- 14 de maio – Bruce Hartford
- 17 de maio – Hal Carlson
- 18 de maio – Bill Batsch
- 19 de maio – Jim Hickman
- 23 de maio – Pop-Boy Smith
- 23 de maio – Luke Stuart
- 24 de maio – Oscar Harstad
- 24 de maio – Joe Oeschger
- 25 de maio – Doug Smith
- 31 de maio –  George Smith
- 1º de junho – Ty Tyson
- 3 de junho – Howard Lohr
- 4 de junho – Herb Kelly
- 4 de junho – Paul Maloy
- 4 de junho – George Twombly
- 6 de junho – Joe Pate
- 10 de junho – Frank Gilhooley
- 11 de junho – Clarence Woods
- 11 de junho – Archie Yelle
- 16 de junho – Jack Farrell
- 19 de junho – Harry Daubert
- 22 de junho – John Mercer
- 24 de junho – Howard Fahey
- 24 de junho – George Harper
- 27 de junho –  George Ross

### Julho–Agosto
- 3 de julho – Bunny Brief
- 13 de julho – Eusebio González
- 14 de julho – Jack Farmer
- 15 de julho – Bubbles Hargrave
- 26 de julho – Sad Sam Jones
- 31 de julho – Erv Kantlehner
- 31 de julho – Art Nehf
- 31 de julho –  Mutt Williams
- 1º de agosto – Roy Sanders
- 5 de agosto – Fred Ostendorf
- 10 de agosto – Elmer Jacobs
- 12 de agosto – Ray Schalk
- 16 de agosto – Bill Keen
- 17 de agosto – Johnny Rawlings
- 19 de agosto – Rags Faircloth
- 20 de agosto – William Rohrer
- 25 de agosto – Tony Boeckel
- 25 de agosto –  Johnny Jones
- 26 de agosto – Jesse Barnes
- 27 de agosto – Hal Janvrin
- 28 de agosto – Braggo Roth
- 29 de agosto –  Roy Wood

### Setembro–Outubro
- 5 de setembro – Cap Crowell
- 7 de setembro – Ginger Shinault
- 9 de setembro – Tiny Graham
- 11 de setembro – Ernie Koob
- 15 de setembro – Harry Lunte
- 17 de setembro –  Tommy Taylor
- 21 de setembro – Elmer Smith
- 3 de outubro –  Jack Richardson
- 4 de outubro – Delos Brown
- 7 de outubro – Adam Debus
- 8 de outubro – Harry Baumgartner
- 9 de outubro – Arnie Stone
- 10 de outubro – Rich Durning
- 12 de outubro – Rupert Mills
- 13 de outubro – Chris Burkam
- 17 de outubro – Frank Madden
- 17 de outubro – Ted Welch
- 18 de outubro – Coonie Blank
- 18 de outubro –  Bill Johnson
- 19 de outubro – Michael Driscoll
- 22 de outubro – Norm McNeil
- 24 de outubro – Dick Niehaus
- 28 de outubro – Bill McCabe
- 31 de outubro – Ray O'Brien

### Novembro–Dezembro
- 1º de novembro – Earl Blackburn
- 1º de novembro – Lefty York
- 5 de novembro – Flame Delhi
- 5 de novembro – Yam Yaryan
- 5 de novembro – Roxy Walters
- 10 de novembro – Jim Park
- 11 de novembro – Al Schacht
- 17 de novembro – Don Flinn
- 17 de novembro – Gene Steinbrenner
- 18 de novembro – Pedro Dibut
- 18 de novembro – Les Mann
- 18 de novembro – Harry Trekell
- 19 de novembro – Everett Scott
- 20 de novembro – Harry O'Neill
- 22 de novembro – Pi Schwert
- 24 de novembro – Harry Wolfe
- 27 de novembro – Bullet Joe Bush
- 30 de novembro –  Josh Billings
- 1º de dezembro –  George Dickerson
- 1º de dezembro – Dean Sturgis
- 2 de dezembro – Chick Smith
- 4 de dezembro – Johnny Meador
- 8 de dezembro – Ellis Johnson
- 13 de dezembro – Ivan Bigler
- 14 de dezembro – Rudy Kallio
- 15 de dezembro – Lou Kolls
- 16 de dezembro – Scrappy Moore
- 19 de dezembro – Fred Thomas
- 20 de dezembro – Deacon Jones
- 25 de dezembro – Walter Holke
- 25 de dezembro – Karl Kolseth
- 26 de dezembro – Lee King
- 29 de dezembro – Monroe Sweeney
- 30 de dezembro – Tom Connolly

## Mortes
- 14 de janeiro – Silver Flint, 36,  receptor com o Chicago White Stockings por onze temporadas e que conseguiu média de 31% em 1881 quando foram campeões.
- 10 de fevereiro – Ed Glenn, 31, campista externo por três temporadas nas grandes ligas: 1884, 1886, 1888.
- 11 de março – Cinders O'Brien, 24, arremessador por quatro temporadas. Venceu 22 jogos em 1889 pelo Cleveland Spiders.
- 18 de março – Phil Tomney, 28,  shortstop pelo Louisville Colonels de 1888 até 1890.
- 29 de março – Adam Rocap, 38?, campista externo em 1875 pelo Philadelphia Athletics.
- 18 de aril – Ned Bligh, 27, catcher por quatro temporadas, morreu de febre tifoide.
- 21 de maio – Hub Collins, 28, segunda base pelo campeão em 1889–90, Brooklyn, e que liderou a liga em  duplas e  corridas uma vez cada.
- 12 de julho – Alexander Cartwright, 72, pioneiro do esporte que formulou as primeiras regras em 1845, desenvolvendo um novo esporte para adultos além de vários jogos de recreação; estabeleceu a distância entre as bases em 27,43 metros, introduziu o conceito de território foul, estabeleceu o número de jogadores em nove por time e fixou o número de outs em três e número de  entradas em nove; fundou o Knickerbocker Base Ball Club, o primeiro clube organizado do esporte em Nova Iorque e espalhou o esporte pela nação nos anos 1850.
- 5 de outubro – Dickie Flowers, 42?, shortstop por duas temporadas na National Association, em 1871–72.
- 3 de novembro – Edgar Smith, 30, jogou em quatro temporadas por quatro times diferentes de 1883 até 1885 e em 1890.
- 20 de dezembro –  John Fitzgerald, 26, aarremessador em 1890 pelo Rochester Broncos.